# ملعب رفيق الحريري
استاد رفيق الحريري هو ملعب متعدد الاستخدامات في العاصمة اللبنانية بيروت يستخدم لمباريات كرة القدم، يتسع الملعب لخمسة آلاف متفرج، ومساحة مخصصة لكبار الشخصيات تتسع لحوالي 100 شخص وكافيتريا وصالة للألعاب الرياضية.

## التاريخ

### حالياً
خضع استاد النادي لإعادة التأهيل، بما في ذلك زراعة الحقل بالعشب، وزيادة مساحات المقاعد، وتعزيز مرافق الاستاد والجدران والأسوار، حيث بدأت المرحلة الأولى من العملية في يونيو 2003 وحتى أواخر مارس 2004.

### زيارة الشيخ بهاء
كانت عملية إعادة التأهيل من الأهداف الأولى لإدارة النادي الحالية التي يرأسها الرئيس محمد فنج وتوجيهات من الشيخ بهاء الدين الحريري الذي قام بزيارة إلى الاستاد القديم في 28 مارس 2003 لمشاهدة ظروف الملعب، والاستماع إلى الآراء، ومطالب لاعبي الفريق والموظفين وإدارة النادي.

### الملعب القديم
يتألف ملعب النادي القديم أولاً من حقل تدريب رمل على الأرض رقم 704 في منطقة رأس بيروت بدون مرافق أو أسوار. تستخدم فرق النادي لممارسة في ظل ظروف سيئة.
عملت إدارات النادي السابقة على تحسين الظروف من خلال بناء مرافق للاعبين ومكاتب إدارية حول الملعب في عام 1969، ثم الجدار الذي اتبع في عام 1974.
حقيقة أن الاستاد القديم كان يستضيف الدورات التدريبية اليومية لجميع فرق الأندية بما في ذلك حوالي 150 لاعباً، فضلاً عن العديد من المباريات الرسمية والودية لمعظم فرق كرة القدم في لبنان، لم تسمح بزراعة العشب الطبيعي.
أصبح هذا الحلم حقيقةً في عام 2004، ويمكن للجماهير الآن الاستمتاع بمشاهدة تدريب فريقهم الأول في مجال احترافي لتحقيق أفضل النتائج في المسابقات المحلية والإقليمية.

### تغير الاسم
بعد اغتيال رئيس الوزراء الشهيد رفيق الحريري، أعرب «مجلس إدارة نادي النجمة» عن تعازيه لعائلة الشهيد وخاصة راعي النادي الشيخ بهاء الدين الحريري، وقرر يوم الإثنين 21 فبراير 2005 لتسمية استاد النادي «استاد الشهيد رفيق الحريري» لتخليد ذاكرته، والتعرف على مزاياه للرياضة اللبنانية بشكل عام، ولنادي النجمة تحديداً.

## وصلات خارجية
الموقع الرسمي